# Dolomiti Meridionali di Fiemme
Le Dolomiti Meridionali di Fiemme (dette anche Catena Lagorai-Monte Croce-Cima d'Asta) sono un massiccio montuoso delle Dolomiti collocate inTrentino-Alto Adige e, in minima parte, in Veneto (Provincia di Belluno). Costituiscono la parte meridionale delle Dolomiti di Fiemme. La vetta più alta è la Cima d'Asta con i suoi 2.847 m s.l.m..

## Collocazione
Si trovano a est di Trento, tra la Val di Cembra, la Val di Fiemme e la Val Travignolo a nord; tra il fiume Cismon ad est e la Valsugana a sud.
Ruotando in senso orario i limiti geografici sono: Passo Rolle, fiume Cismon, Valsugana, Sella di Pergine, Trento, Val di Cembra, Val di Fiemme, Val Travignolo, Passo Rolle.

## Classificazione
La SOIUSA vede le Dolomiti Meridionali di Fiemme come un supergruppo alpino e vi attribuisce la seguente classificazione:
- Grande parte = Alpi Orientali
- Grande settore = Alpi Sud-orientali
- Sezione = Dolomiti
- Sottosezione = Dolomiti di Fiemme
- Supergruppo = Dolomiti Meridionali di Fiemme
- Codice = II/C-31.V-B

## Suddivisione
Secondo la SOIUSA si suddividono in tre gruppi e sei sottogruppi:
- Catena del Lagorai (3)
  - Dorsale della Cima di Cece (3.a)
  - Dorsale della Cima di Lagorai (3.b)
- Catena Monte Croce-Sette Selle (4)
  - Dorsale Monte Croce-Pale delle Buse (4.a)
  - Dorsale Sette Selle-Gronlait (4.b)
- Gruppo di Cima d'Asta (5)
  - Dorsale Cima d'Asta-Quarazza (5.a)
  - Dorsale Conte Moro-Tolva (5.b)

## Vette principali

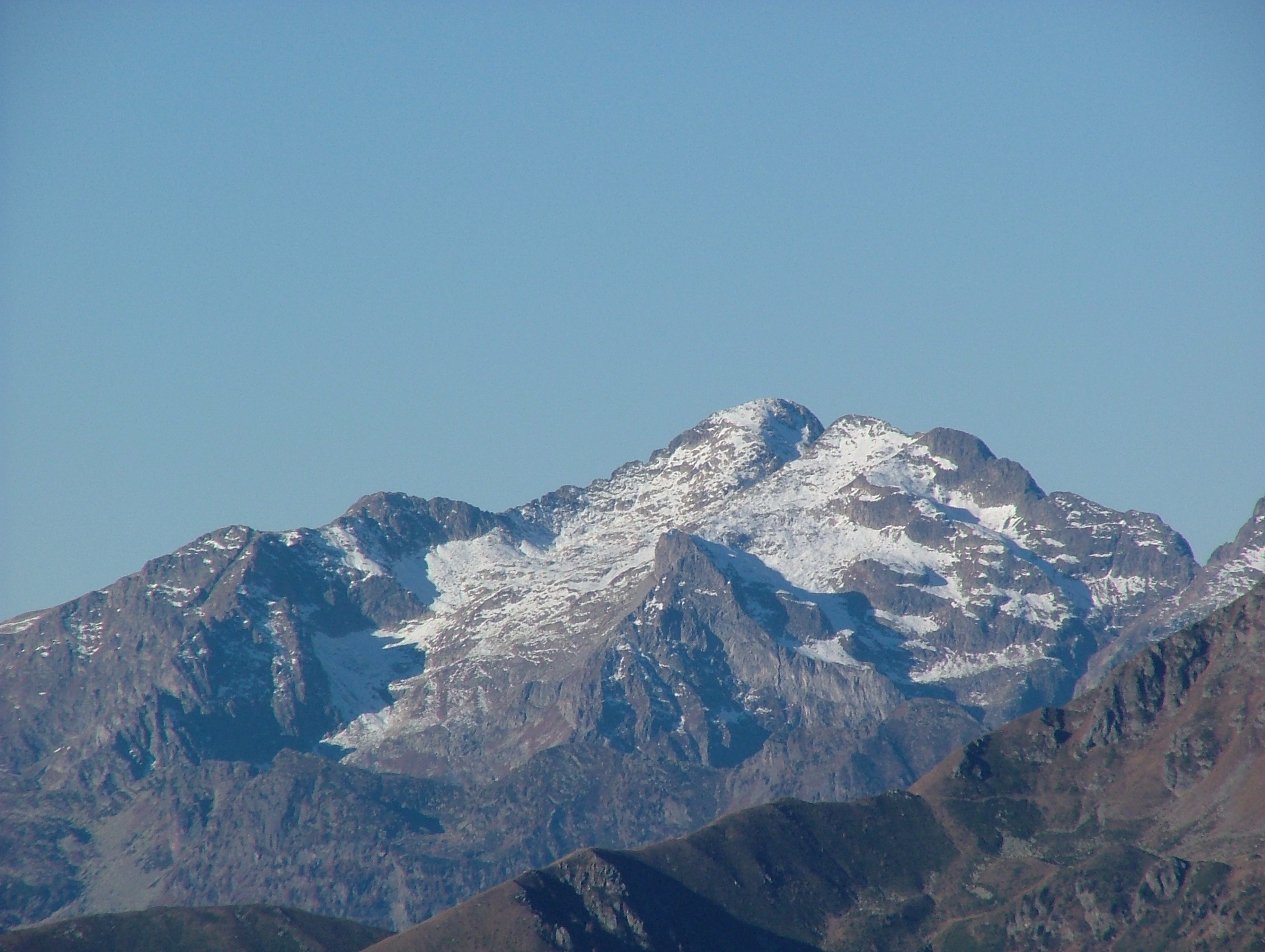
Cima d'Asta

Le montagne principali sono:
- Cima d'Asta - 2.847 m
- Cima Cece - 2.754 m
- Cima Litegosa - 2.548 m
- Monte Cauriol - 2.494 m
- Monte Croce - 2490 m
- Monte Fregasoga - 2.447 m
- Monte Ruioch - 2.432 m
- Pale delle Buse - 2.412 m
- Cima Sette Selle - 2.394 m
- Monte Gronlait - 2.383 m
- Monte Fravort - 2.347 m
- Monte Tolvà - 2.343 m
- Cavallazza - 2.324 m
- Alpe Cermis - 2.226 m
- Dosso di Costalta -1.955 m
- Cima Campo - 1.427 m
- Monte Lefre - 1.305 m
- Cima di Lan - 1.261 m